# جان فلین (کارگردان)
جان فلین (انگلیسی: John Flynn؛ ۱۴ مارس ۱۹۳۲ – ۴ آوریل ۲۰۰۷) یک کارگردان، و فیلم‌نامه‌نویس اهل ایالات متحده آمریکا بود. وی بین سال‌های ۱۹۶۱ تا ۲۰۰۱ میلادی فعالیت می‌کرد.